# Úlehle (Nemyšl)
Úlehle (německy Aulechle) je osada, část obce Nemyšl v okrese Tábor v Jihočeském kraji. Nachází se asi jeden kilometr severovýchodně od Nemyšle. Je zde evidováno 5 adres. V roce 2011 zde trvale žilo patnáct obyvatel.
Úlehle leží v katastrálním území Hoštice u Nemyšle o výměře 2,78 km².

## Historie
První písemná zmínka o vesnici pochází z roku 1565.

## Obyvatelstvo
| Rok            | 1869 | 1880 | 1890 | 1900 | 1910 | 1921 | 1930 | 1950 | 1961 | 1970 | 1980 | 1991 | 2001 | 2011 | 2021 |
| -------------- | ---- | ---- | ---- | ---- | ---- | ---- | ---- | ---- | ---- | ---- | ---- | ---- | ---- | ---- | ---- |
| Počet obyvatel | 61   | 57   | 39   | 42   | 41   | 53   | 45   | 20   | 20   | 27   | 22   | 23   | 23   | 15   | 12   |
| Počet domů     | 5    | 5    | 5    | 5    | 4    | 5    | 4    | 4    | 4    | 4    | 4    | 7    | 7    | 8    | 5    |

## Obecní správa
Při sčítání lidu v letech 1850–1971 Úlehle byla osadou obce Hoštice, se kterým patřila nejprve do okresu Tábor, ale v roce 1950 v okrese Votice a od roku 1960 opět v okrese Tábor. Od 26. listopadu 1971 do 31. prosince 1980 byla částí obce Nemyšl v okrese Tábor, kdy se konaly obecní volby. Od 1. ledna 1981 do 23. listopadu 1990 byla částí obce Chotoviny v okrese Tábor. Od 24. listopadu 1990 je opět částí obce Nemyšl v okrese Tábor.

## Galerie

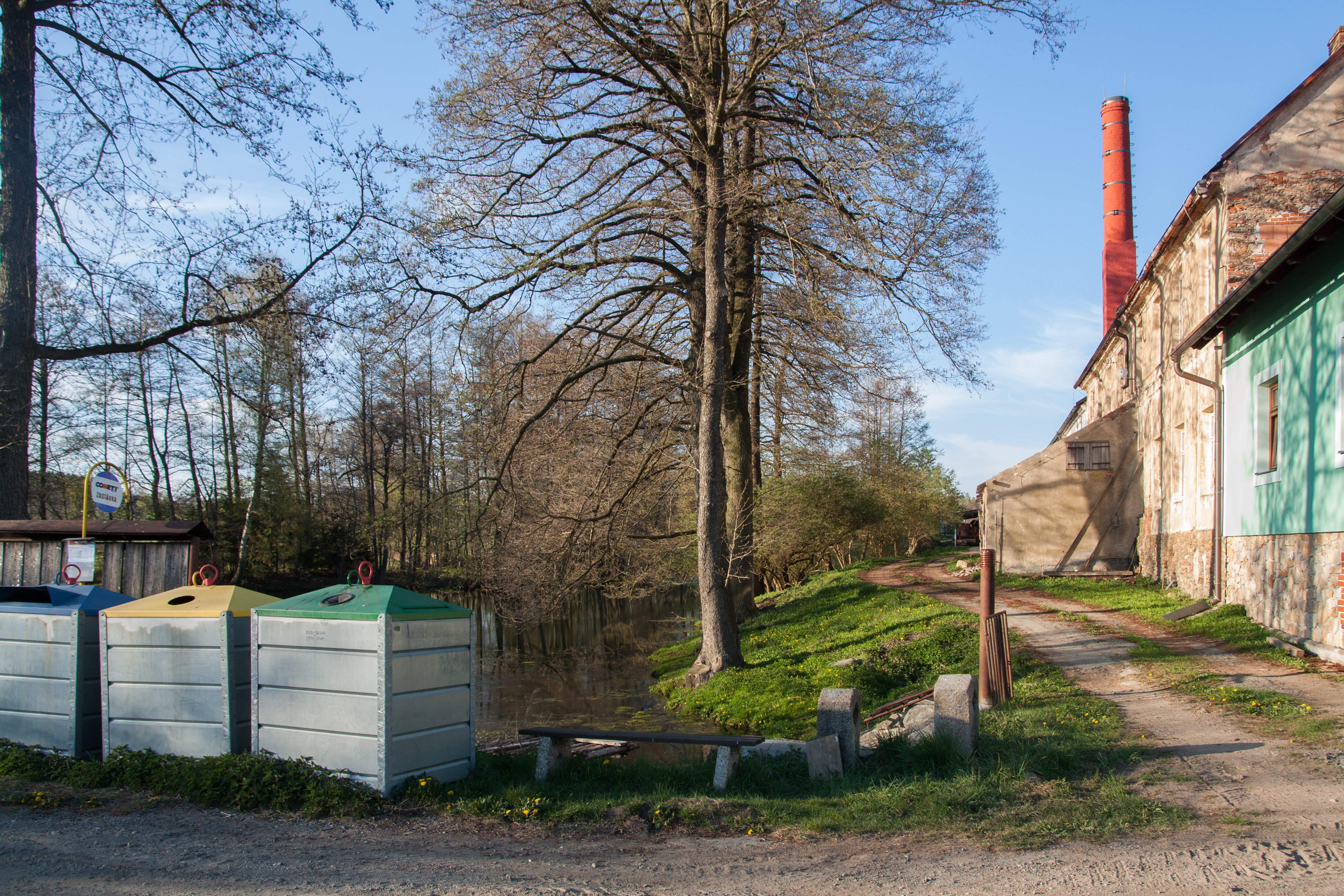
Autobusová zastávka (2019)
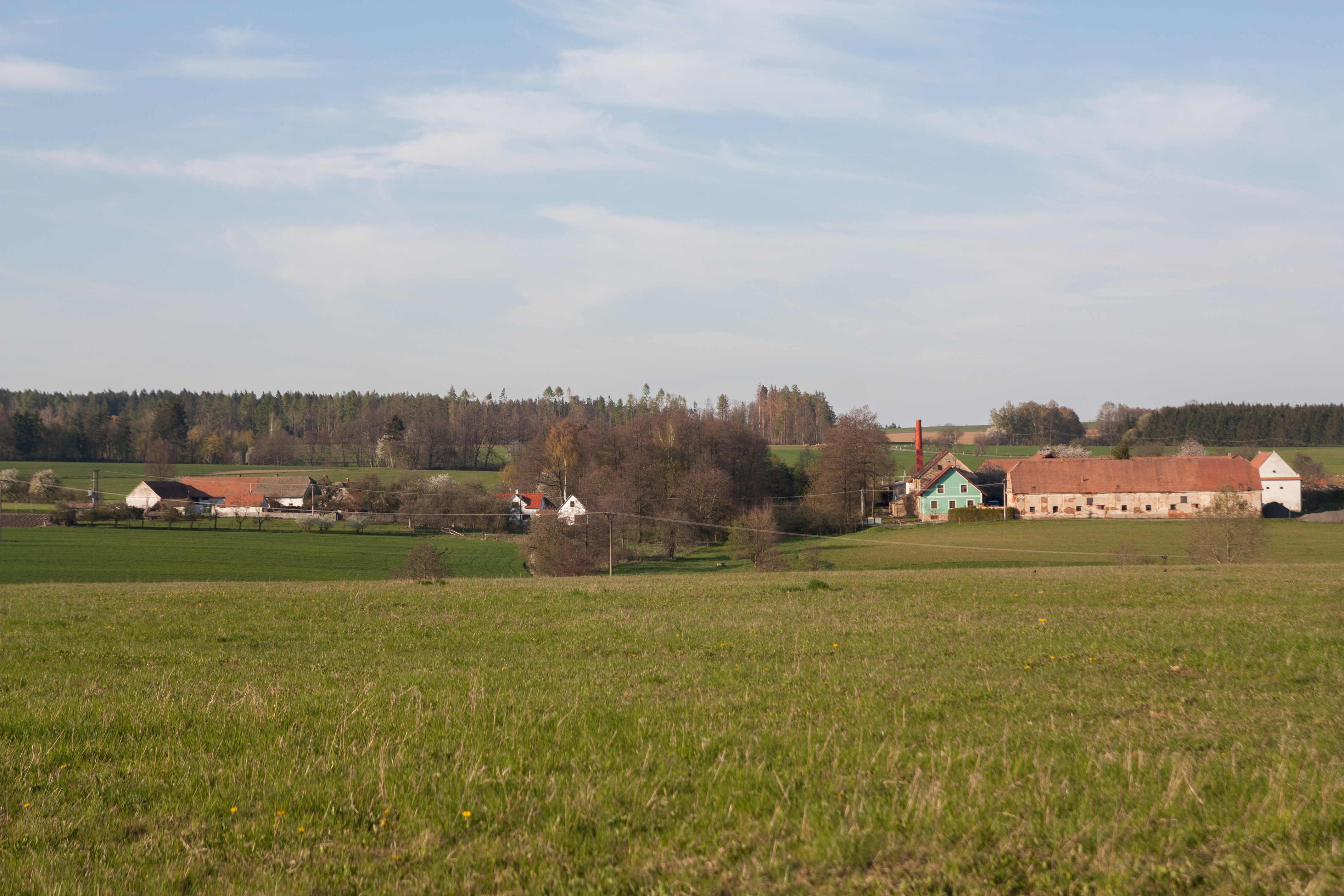
Pohled na vesnici (2019)
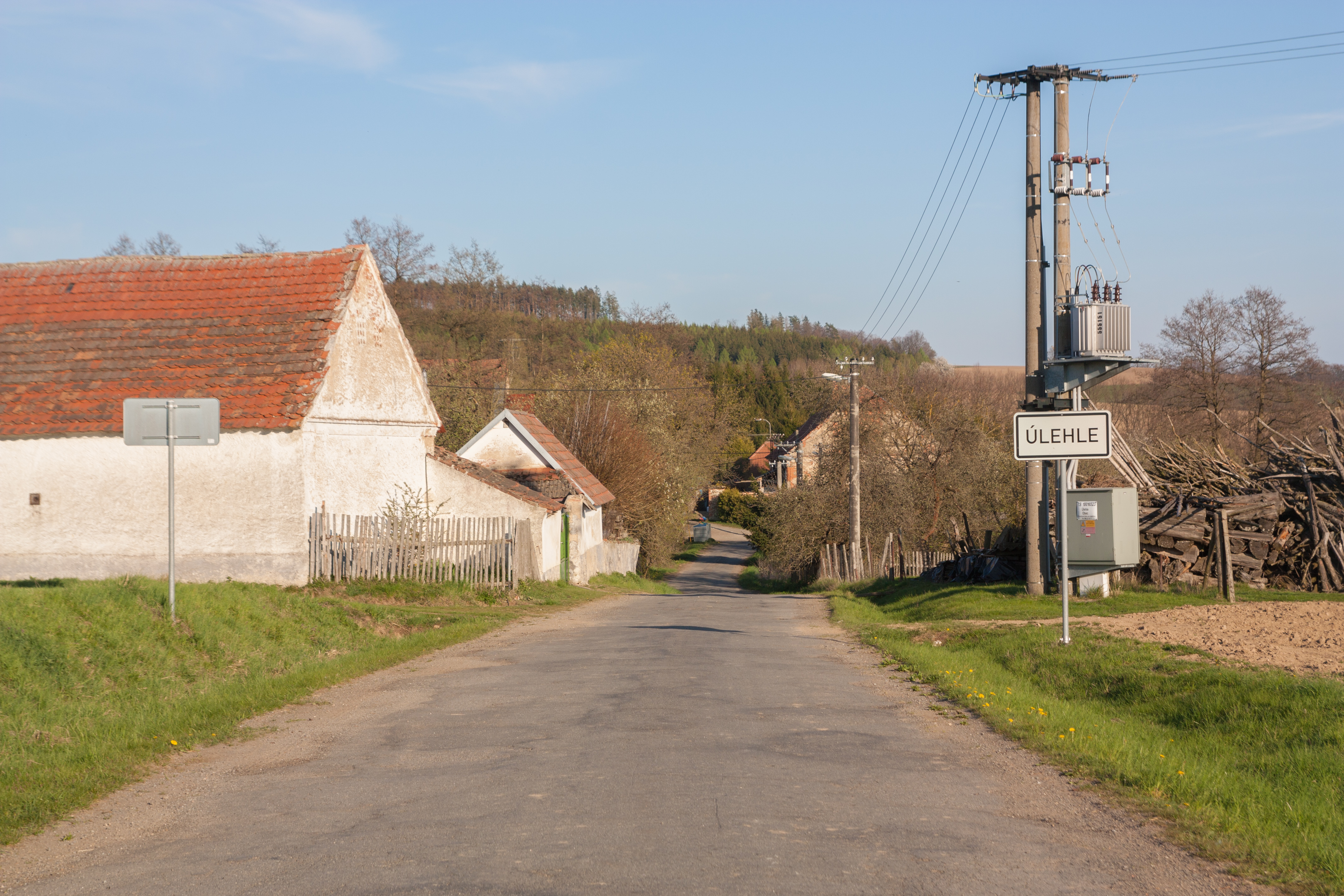
Humna (2019)